# Emmanuel Fonlladosa
Emmanuel Fonlladosa est un réalisateur français. Il réalise principalement des séries télévisées.

## Filmographie partielle

### Réalisateur
- 2000 : Le G.R.E.C., réalise 2 épisodes : - La caisse   - Pour Sophie
- 1999 : Island détectives, réalise 2 épisodes :  - L'héritier   - Pauvre Lolla
- 1998 - 1999 : Les Vacances de l'amour, réalise 10 épisodes
- 1998 : Cap des Pins (soap opera français en 281 épisodes)
- 1996 : Paradis d'enfer
- 1996 : Studio Sud (série de 60 épisodes)
- 1995 : Jamais deux sans toi...t, réalise 21 épisodes.
- 1995 : Drôles d'histoires, épisode : La bête
- 1995 : Filles à papas (série de 40 épisodes)
- 1995 : Karine et Ari
- 1995 : Douce Nuit (court métrage télévisé)
- 1993 1994 : réalise ponctuellement des épisodes dans les différentes séries AB productions :  Premiers Baisers , Hélène et les Garçons , Les Filles d'à côté , Les Nouvelles Filles d'à côté , Le Miracle de l'amour
- 1993 : Classe mannequin (série télévisée) (96 épisodes)
- 1992 : Beaumanoir série écrite par Marcel Jullian (180 épisodes de 26 min)1991
- 1991 :  La conversation scénario de Jean-Pierre Blanc
- 1989 :  Un tueur passe de Pierre Frachet
- 1990 :  Deux hommes à la mer de Pierre Frachet
- 1989  : En cas de bonheur  5 épisodes réalisés
- 1988 à 1992:  140 épisodes des  Drôles d'histoires : Intrigues  et Mésaventures, et Histoires d'amour : Côté cœur  et  Passion, toutes séries mises en place par Abder Isker
- 1986 - 1987 : Demain L'amour série de 135 épisodes
- 1985 : Rancune tenace (série de 35 épisodes)
- 1984 : Hôtel de police épisodes : - Le protecteur  - Les coursiers
- 1983-1984 Châteauvallon, 2e équipe de la série de 26 épisodes de 52 min
- 1982 : Médecins de nuit, série écrite par Bernard Kouchner ; réalise 4 épisodes :- Quingaoshu - La dernière nuit - Le mot de passe - Temps mort
- 1980-1981 : La Vie des autres ; réalise 4 séries de 10 épisodes :   - Le secret de Valincourt    - Patricia    - Pomme à l'eau    - Julien

### Assistant réalisateur
- 1971 : Le Cri du cormoran le soir au-dessus des jonques de Michel Audiard
- 1971 : Le drapeau noir flotte sur la marmite de Michel Audiard
- 1973 : Joseph Balsamo (mini-série) d'André Hunebelle
- 1974 : Le Permis de conduire de Jean Girault
- 1974 : Deux Grandes Filles dans un pyjama, de Jean Girault
- 1974 : Les murs ont des oreilles de Jean Girault
- 1975 :  Les Compagnons d'Eleusis de Claude Grinberg
- 1976  : Anne, jour après jour de  Bernard Toublanc-Michel
- 1977  : Rendez-vous en noir de Claude Grinberg (mini-série) d'après William Irish
- 1977 : Armaguedon d'Alain Jessua
- 1977 : La Vie devant soi de Moshé Mizrahi
- 1977 : Docteur Erika Werner de Paul Siegriest
- 1978 : La saison des voleurs d'Alphonse Boudard, Michel Wyn
- 1978 : Quand flambait le bocage (téléfilm) de Claude-Jean Bonnardot
- 1979 : La Gueule de l'autre de Pierre Tchernia
- 1979 : Histoires de voyous : Des immortelles pour mademoiselle  de Paul Siegriest
- 1980 : Chère inconnue de Moshé Mizrahi